# 元逞
元逞（5世紀—？），字萬安，河南郡洛阳县（今河南省洛阳市东）人，追尊魏景穆帝拓跋晃之孙，汝陰王拓跋天賜之子，孝文帝時期官員。

## 事蹟
元逞在史書中並無事蹟記載，只知道官至齊州刺史，未承襲爵位便過世，過世後贈官驍騎將軍，諡號威。

## 家庭

### 兒子
- 元始和，長子，十七歲時便過世[1]。
- 元慶和，東豫州刺史，後投降梁朝。